# En svensk tiger (film, 1948)
En svensk tiger är en svensk film från 1948, regisserad av Gustaf Edgren.

## Om filmen
Filmen premiärvisades på biograf Spegeln i Stockholm 18 maj 1948. Manusförfattarna har troligen sneglat på en verklig händelse under andra världskriget, då den mindre kände engelska skådespelaren M E Clifton James, spelade general Montgomery på inspektionsresa i Nordafrika medan Montgomery själv arbetade med planläggningen av invasionen i Normandie.[källa behövs]

## Rollista (urval)
- Edvin Adolphson - Johan Tiger
- Erik Berglund - Fredrik Andersson, kapten
- Margareta Fahlén - Lena, Fredriks dotter
- Sven Lindberg - Kurt Müller, alias Poniatovski
- Marianne Löfgren - Hanna Andersson-Tiger
- Gunnar Björnstrand - Hans Wolff
- Arnold Sjöstrand - Dickman
- Fritiof Billquist - Leonard Strömlund, kallad Shakespeare
- Olof Winnerstrand - Svenske ministern i London
- Tord Stål - Engdahl
- Douglas Håge - Frasse Fredriksson, direktör
- Gull Natorp - Klara
- Henrik Schildt - kriminalchef
- Ivar Hallbäck - Tigers tolk
- Barbro Nordin - Mitzi

## Musik i filmen
- Afrikanskan, kompositör Giacomo Meyerbeer
- Barcarole ur Hoffmanns äventyr, kompositör Jacques Offenbach
- Musik från Don Juan,  kompositör Wolfgang Amadeus Mozart
- Det var i vår ungdoms fagraste vår
- Ja, må han leva!
- He's a Jolly Good Fellow, engelsk folkvisa
- John Brown's Body, amerikansk folkvisa